# Giulio Alberoni
Giulio Alberoni (Piacenza, 21 maggio 1664 – Piacenza, 26 giugno 1752) è stato un cardinale e politico italiano al servizio di Filippo V di Spagna.

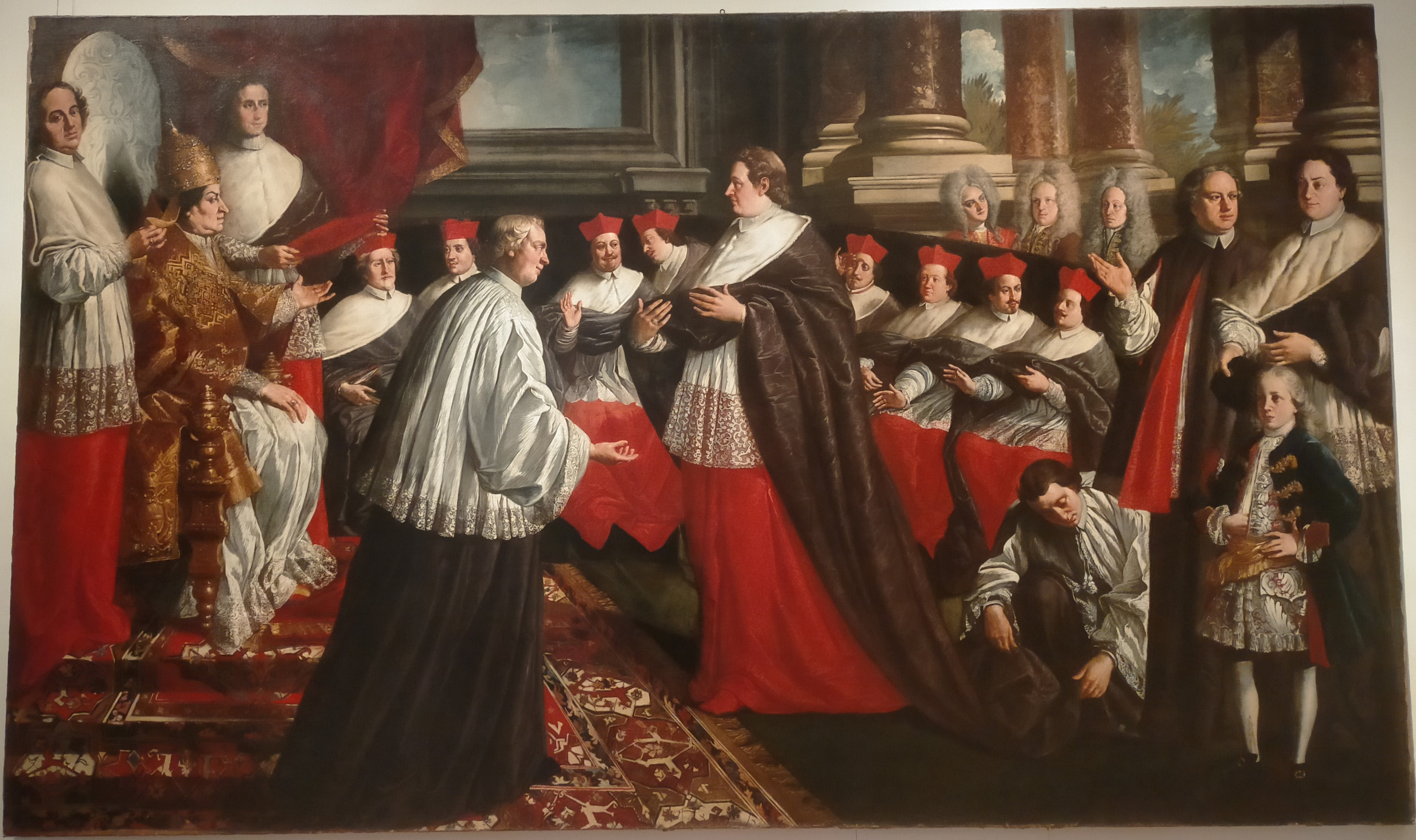
Papa Clemente XI conferisce la berretta cardinalizia a Giulio Alberoni. Opera di Pier Leone Ghezzi, olio su tela, 1724, Museo di Roma a Palazzo Braschi.

Dopo aver svolto il ruolo di primo ministro favorito alla corte borbonica di Spagna ed essersi adoperato per la riconquista borbonica della Sardegna e della Sicilia nel 1717 (perse a favore, rispettivamente, delle Case d'Asburgo e di Savoia in seguito alla stipula del trattato di Utrecht del 1713), dandovi dunque l'avvio alla Guerra della Quadruplice Alleanza, tornato in Italia ricoprì importanti incarichi nell'amministrazione pontificia, fra cui quello di legato in Romagna. In questa veste prese parte attiva all'occupazione militare di San Marino, evento che da lui prese il nome di "occupazione alberoniana".

## Biografia

### I primi anni
Giulio Alberoni nacque a Piacenza il 21 maggio del 1664, nella via che oggi prende il suo nome, in un'umile e numerosa famiglia (che constava, oltreché lui, di ben sei figli), figlio di Giovanni Alberoni, un giardiniere, e di Laura Ferrari, una cucitrice. Battezzato nella parrocchia di San Nazaro, rimase orfano di padre alla sola età di dieci anni e, dopo aver frequentato la scuola tenuta dal sacerdote Tabaglio, studiò in quella dei Barnabiti di Piacenza, passando a sedici anni al Collegio dei Gesuiti. Dottore in utroque jure - in diritto canonico e civile - e notaio apostolico extra urbem, si associò all'uditore criminale di Piacenza, seguendolo poi a Ravenna nel 1685, dove conobbe il vicelegato di Romagna Barni. Rientrato a Piacenza, alla consacrazione di monsignor Barni a vescovo di quella città nel 1688, Alberoni, già ordinato sacerdote dal vescovo Zandemaria, ebbe i primi incarichi e i primi benefici diocesani, prima d'essere nominato precettore del nipote - e futuro cardinale - del vescovo Barni, il quale lo nominò in seguito canonico della cattedrale.
Durante la guerra di successione spagnola, a partire dal 1701 agì come agente segreto del duca di Parma Francesco Farnese, passando alle truppe francesi tutte le informazioni che i servizi d'informazione farnesiani reperivano sui movimenti austriaci. Le versioni tradizionali dell'incontro con Luigi Giuseppe di Borbone-Vendôme sono tutte false, come dimostrato nella biografia di Ciro Paoletti, perché questi arrivò al comando francese quando Alberoni vi si trovava già da due anni con un formale accredito di rappresentante farnesiano. Alberoni rimase al seguito di Vendôme per esplicita richiesta di quest'ultimo e coll'altrettanto esplicito permesso del duca di Parma. Andò in Francia e poi nelle Fiandre nel 1706, dove partecipò alle campagne a cavallo del 1706 e del 1708, venendo coinvolto nella disgrazia di Vendôme in seguito alla disastrosa campagna di quell'anno.

### Il periodo spagnolo
Ottenuta, tramite l'ambasciatore spagnolo duca d'Alba, la chiamata di Vendôme in Spagna, lo seguì e lo coadiuvò - occupandosi della logistica dell'esercito borbonico - nelle operazioni militari che consolidarono e alla fine salvarono il trono a Filippo V. Dopo la morte del duca, avvenuta nel 1712, il re lo volle a Madrid e, nonostante fosse privo di qualsiasi riconoscimento ufficiale da parte farnesiana, perché a Parma temevano di irritare l'imperatore Carlo VI (pretendente al torno di Spagna), fu da Filippo V riconosciuto incaricato d'affari di Parma alla corte di Spagna. Nel 1714, dopo la morte della regina Maria Luisa di Savoia, con l'aiuto della principessa Marie Anne de La Trémoille, molto influente presso il re, combinò il nuovo matrimonio di Filippo V con Elisabetta Farnese, nipote di Francesco, duca di Parma. La nuova regina usò la sua influenza in favore dell'Alberoni, che migliorò rapidamente la sua posizione. Non fu mai, come molti pensano primo ministro, ma semplicemente l'uomo di fiducia dei sovrani, né ebbe alcun titolo nobiliare personale spagnolo, ma solo quelli legati alle diocesi di cui fu nominato titolare, come ad esempio vescovo di Malaga.
Nel 1717, papa Clemente XI, acconsentendo alle pressioni di Filippo V, lo creò cardinale diacono di Sant'Adriano. In Spagna Alberoni fece scelte di politica economica decisamente avanzate per i suoi tempi. Lo scopo principale che si prefiggeva era di trasformare la Spagna in una nazione industrializzata, anticipando di molto ciò che sarebbe avvenuto nel XIX secolo. Stabilì, inoltre, un regolare servizio postale tra la madrepatria e le colonie ed abolì i dazi doganali interni riorganizzando le finanze. Istituì anche una scuola di navigazione per i rampolli della nobiltà, riorganizzò il sistema fiscale, la marina e l'esercito.
In politica interna, allo stesso tempo, eseguendo le direttive di Filippo V, non esitò a sacrificare i privilegi dell'aristocrazia in favore degli interessi della monarchia assoluta. In politica estera cercò di recuperare i possedimenti italiani perduti dalla Spagna. Inoltre, i suoi sforzi per far ottenere a Filippo V la corona di Francia e di ingrandire sempre e comunque il potere della Spagna portarono l'Europa sull'orlo di una guerra generale e, di conseguenza, alla sua caduta. L'impazienza del re e della moglie non diedero al ministro il tempo per far maturare i suoi piani con l'opportuna calma.
Nonostante le assicurazioni fornite al papa, spinto da Francesco Farnese, duca di Parma e Piacenza, ma a dispetto dell'esplicita opposizione di Alberoni, Filippo V inviò truppe alla conquista della Sardegna e della Sicilia, ma questo provocò la reazione delle potenze europee Inghilterra, Francia, Paesi Bassi e Asburgo che, alleatisi, diedero corso alla Guerra della Quadruplice Alleanza dalla quale la Spagna uscì sconfitta. L'Alberoni fu adoperato come capro espiatorio di questa situazione, pertanto, il 5 dicembre 1719, Filippo V,  gli ordinò di lasciare il paese. La stessa Elisabetta svolse un ruolo attivo nell'ottenere il decreto di espulsione. Tale situazione gli comportò anche l'inimicizia di papa Clemente XI.

### Gli ultimi anni
L'Alberoni tornò in Italia, ma, quando giunse a Genova, fu messo agli arresti in attesa di una decisione di una commissione del Sacro Collegio. Tuttavia, riuscì a scappare e si rifugiò sugli Appennini. Alla morte di Clemente XI, il cardinale fu convocato al conclave e prese parte all'elezione di Innocenzo XIII (1721). In seguito, avuto il permesso di restare in città e di circolarvi, visse in ritiro in una casa acquistata a Roma fino alla fine del processo, conclusosi colla sua assoluzione, dopo la quale il papa lo confermò nella dignità di cardinale e divenne titolare di San Crisogono. 
Il successore di Benedetto, Clemente XII, lo nominò nel 1735 legato in Romagna. A Ravenna, a dispetto delle difficoltà dovute all'acquartieramento delle truppe francesi ed austriache nel corso della Guerra di Successione Polacca capoluogo della Legazione, avviò la costruzione del nuovo canale naviglio (Canale Corsini) e del nuovo scalo portuale (Porto Corsini), riordinò la giustizia ed eliminò parecchi abusi, non esitando a scontrarsi coll'Inquisizione stessa. Alla fine del triennio ordinario di mandato da Legato, quando già sapeva d'essere stato sostituito dal cardinale Marini ebbe ordine da Roma di sottomettere la Repubblica di San Marino, ma l'operazione andò male ed è ancora ricordata come occupazione alberoniana. Di conseguenza, scaduto il suo mandato da Legato, rientrò a Roma e continuò ad occuparsi della riorganizzazione dell'ospedale di San Lazzaro a Piacenza.
Nel 1740, dopo aver potentemente contribuito ad eleggerlo, fu da Benedetto XIV nominato Legato a Bologna, dove si trovò di nuovo davanti ai problemi derivati dai passaggi di truppe spagnole, austriache e piemontesi nel corso della Guerra di Successione Austriaca. Spirato il mandato nel 1743, si trasferì nel Forte Urbano e poi a Piacenza per seguire il completamento del Collegio di San Lazzaro cui era stato incaricato dal Papa.   
Si trattava d'un istituto per l'educazione al sacerdozio di settanta ragazzi poveri. Tale istituzione prese il nome di Collegio Alberoni ed è tuttora esistente. Dopo la sua morte, fu sepolto nella chiesa del Collegio, al quale lasciò in eredità la somma di 600.000 ducati. Il suo monumento funebre venne ornato di un bel busto-ritratto in marmo opera dell'Abate carrarese Giovanni Antonio Cybei (1754). Lasciò, inoltre, il resto della sua fortuna a suo nipote in usufrutto vita natural durante con erede finale il Collegio stesso.

## Incarichi ricoperti
- 1698 – 1702: canonico della cattedrale di Piacenza;
- 1701 – 1706: inviato del duca di Parma presso l'esercito francese;
- 1706 – 1712: segretario del duca di Vendôme;
- 1712 – 1717, incaricato d'affari di Parma in Spagna;
- 12 luglio 1717 – 19 settembre 1728: cardinale diacono titolare della diaconia di Sant'Adriano;
- 6 dicembre 1717 – 19 novembre 1725: vescovo di Malaga;
- 1721: elettore al conclave in cui venne eletto papa Innocenzo XIII (Michelangelo Conti);
- 1724: elettore al conclave in cui venne eletto papa Benedetto XIII (Pietro Francesco Orsini);
- 20 settembre 1728 – 28 agosto 1740: cardinale presbitero titolare di San Crisogono;
- 1730; elettore al conclave in cui venne eletto papa Clemente XII (Lorenzo Corsini);
- 17 gennaio 1735 – settembre 1739: legato pontificio in Romagna;
- 1740: elettore al conclave in cui venne eletto papa Benedetto XIV (Prospero Lorenzo Lambertini);
- 29 agosto 1740 – settembre 1743: legato pontificio a Bologna;
- 29 agosto 1740 – 26 giugno 1752: cardinale protopresbitero titolare di San Lorenzo in Lucina.

## Genealogia episcopale e successione apostolica
La genealogia episcopale è:
- Cardinale Scipione Rebiba
- Cardinale Giulio Antonio Santori
- Cardinale Girolamo Bernerio, O.P.
- Arcivescovo Galeazzo Sanvitale
- Cardinale Ludovico Ludovisi
- Cardinale Luigi Caetani
- Cardinale Ulderico Carpegna
- Cardinale Paluzzo Paluzzi Altieri degli Albertoni
- Papa Benedetto XIII
- Cardinale Giulio Alberoni

La successione apostolica è:
- Vescovo Lattanzio Felice Sega (1743)